# محمد حسنين هيكل

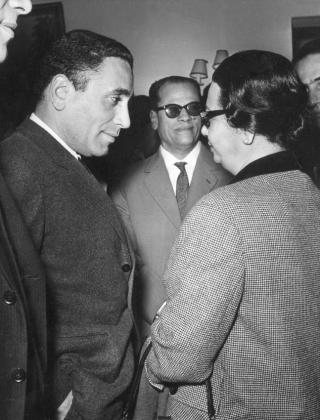
محمد حسنين هيكل على اليسار مع أم كلثوم ونجيب محفوظ

محمد حسنين هيكل (23 سبتمبر 1923 – 8 جمادى الأولى 1437 هـ / 17 فبراير 2016) أحد أشهر الصحفيين المصريين في القرن العشرين. ساهم في صياغة السياسة في مصر منذ فترة الملك فاروق حتى وفاته سنة 2016، فقد تولى مناصب صحفية هامة مثل رئيس تحرير جريدة الأهرام.

## محطات في حياته
- ولد يوم الأحد 23 سبتمبر عام 1923 في قرية باسوس إحدى قرى محافظة القليوبية.
- 1942 : بداية اشتغال هيكل في الصحافة.

### 1950+
- 1951 : صدر له أول كتاب: إيران فوق بركان، بعد رحلة إلى إيران استغرقت شهراً كاملاً.
- 1952 : استطاع ملازمة جمال عبد الناصر والحياة بالقرب منه ومتابعته على المسرح ووراء كواليسه بغير انقطاع، وسنوات حوار لم يتوقف معه في كل مكان.
- 1953 : صدر للرئيس جمال عبد الناصر: فلسفة الثورة (كتاب)، الذي قام هيكل بتحريره.
- 1955 : هيكل يذهب في يونيو إلى مدينة جنيف لمتابعة مؤتمر الأقطاب الذي انعقد فيها واشترك فيه «نيكولاي بولجانين» ونيكيتا خروشوف عن الاتحاد السوفيتي ودوايت أيزنهاور عن الولايات المتحدة، و«إنتوني إيدن» عن بريطانيا، و«إدجار فور» عن فرنسا، بوصفه واحدا من رؤساء تحرير جريدة الأخبار ورئيساً لتحرير مجلة آخر ساعة. ويلتقي مع السيد «علي الشمسي باشا» في فندق دي برج Des Berges Hotel في مدينة جنيف، ومفاتحة الأخير له بترأس تحرير جريدة الأهرام بوصفه عضو مجلس الإدارة، واعتذر هيكل له طارحاً أسبابه.
- 1956 : في شهر يونيو السيد علي باشا الشمسي يفاتح هيكل بتولي رئاسة تحرير جريدة الأهرام أثناء مقابلته في نادي الجزيرة على مجرى سباق الخيل، ويوقع هيكل بالحروف الأولى على مشروع عقد مع بشارة تقلا صاحب أكبر حصة في ملكية الأهرام وبحضور ريمون شميل، ومع ذلك فإن سنة كاملة قد انقضت قبل أن يوضع هذا العقد للتنفيذ.
- 1957 : هيكل يدخل صحيفة الأهرام لأول مرة، في صباح يوم الأربعاء 31 يوليو لكي يتولّى إصدار عدد اليوم التالي، الخميس أول أغسطس.
- 1958 : صدر له كتاب العقد النفسية التي تحكم الشرق الأوسط.

### 1960+
- 1960 : صدر كتاب (مذكرات إيدن: السويس) - تقديم هيكل. يسافر هيكل في خريف السنة إلى الولايات المتحدة لندوة دعت إليها جامعة كولومبيا Columbia University عن الصحافة في العالم النامي، وقد عاد هيكل من مدينة نيويورك في نهاية العام.
- 1961 : صدر له كتاب نظرة إلى مشاكلنا الداخلية على ضوء ما يسمونه... "أزمة المثقفين".
- 1962 : صدر له كتاب ما الذي جرى في سوريا.
- 1963 : صدر له كتاب يا صاحب الجلالة. وصدر عن مؤسسة الأهرام كتاب: (محاضر محادثات الوحدة: مارس - أبريل 1963) - تقديم هيكل.
- 1965 : في شهر يوليو هيكل يصل إلى مدينة لندن، ويجتمع مع دنيس هاملتون Denis Hamilton رئيس تحرير جريدة الصنداي تايمز The SUNDAY TIMES ورئيس تحرير جريدة التايمز The TIMES.
- 1966 : صدر له كتاب خبايا السويس.
- 1967 : صدر له كتاب الاستعمار لعبته الملك.

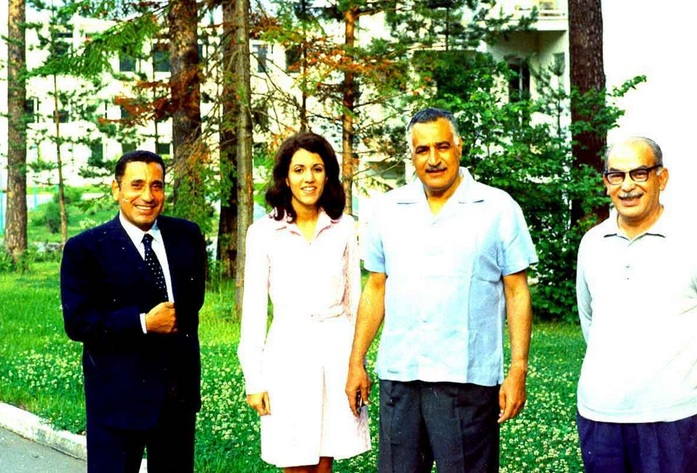
هيكل من اليسار بجانبه هدى عبد الناصر وجمال عبد الناصر في عام 1966

- 1968 : صدر له كتاب نحن... وأمريكا. ويؤسس مركز الأهرام للدراسات السياسية والاستراتيجية بتشجيع من الرئيس جمال عبد الناصر، وهو رائد المراكز الاستراتيجية في الوطن العربي.
- 1969 : الأهرام يصدر يوم الجمعة 10 يناير، عدد خاص بمناسبة بلوغه 45 عاما ولإتمامه مشروعه الجديد، والانتقال إليه، والعمل من داخله فعلا، متضمناً مقالاً لهيكل بعنوان: تقرير عن الأهرام، احتل ثلاث صفحات كاملة.

### 1970+
- 1970 : عُينَّ هيكل وزيراً للإعلام، ثم أضيفت إليه وزارة الخارجية لفترة أسبوعين في غياب وزيرها الأصلي السيد محمود رياض. وبوصفه وزيراً للإعلام يعين الدكتور عبد الوهاب المسيري مستشاراً له. وفي ديسمبر يلتقي هيكل مع الكاتب أندريه مالرو André Malraux.
- 1971 : صدر له أول كتاب باللغة الإنجليزية The Cairo Documents، وقد ترجم إلى 21 لغة. وصدر كتاب «عبد الناصر السجل بالصور»، تصوير حسن دياب، إشراف صلاح هلال، تنسيق سمير صبحي، تقديم هيكل.
- 1972 : صدر له كتاب عبد الناصر والعالم وهو ترجمة للكتاب السابق، وقد ترجمه الصحفي اللبناني سمير عطا الله. وبداية الخلافات بينه وبين الرئيس أنور السادات، ومناسبته مقال نشره بعنوان: كيسنجر وأنا ! مجموعة أوراق، يوم الجمعة 29 ديسمبر.
- 1973 : صدر كتاب وثائق عبد الناصر : أحاديث - تصريحات (يناير 1967 - ديسمبر 1968)، إعداد حاتم صادق، تقديم هيكل. وصدر له كتاب موعد مع الشمس - أحاديث في آسيا[5]، بعد رحلة إلى آسيا استغرقت شهراً كاملاً، (الصين، اليابان، بنغلاديش، الهند، وأخيرا باكستان). حضر يوم 13 يونيو جلسة علمية بمشاركة حاتم صادق، سميح صادق، جميل مطر، محمد سيد أحمد، وعبد الملك عودة، عبد الوهاب المسيري، محمد عزت حجازي[6]، بمركز الدراسات السياسية والاستراتيجية، لاستعراض ومناقشة بحث السيد ياسين الذي صدر بعنوان الشخصية العربية بين صورة الذات ومفهوم الآخر. وفي 1 أكتوبر كتب هيكل التوجيه الاستراتيجي الصادر من الرئيس السادات إلى القائد العام للقوات المسلحة ووزير الحربية الفريق أول أحمد إسماعيل علي، وفي هذا التوجيه تحددت إستراتيجية الحرب، بما فيها أهدافها، وترتب على هذا التوجيه تكليف مكتوب أيضا للفريق أول أحمد إسماعيل علي ببدء العمليات، وقعه الرئيس السادات يوم 5 أكتوبر. وكتب هيكل للرئيس السادات خطابه أمام مجلس الشعب بتاريخ 16 أكتوبر، وفيه أعلن الرئيس السادات خطته لما بعد المعارك، بما فيها مقترحاته لمؤتمر دولي في جنيف يجري فيه حل الأزمة في إطار الأمم المتحدة وتنفيذ قرار مجلس الأمن رقم 242. ثم تجددت الخلافات مع الرئيس السادات بسبب هنري كيسنجر، وقبوله بسياسة فك الارتباط خطوة خطوة - جبهة جبهة، التي رأها هيكل مقدمة لصلح مصري - إسرائيلي منفرد يؤدي إلى انفراط في العالم العربي يصعب التنبؤ بتداعياته وعواقبه.
- 1974 : أصدر الرئيس السادات قراراً نشر في كل الصحف صباح يوم السبت 2 فبراير بأن ينتقل هيكل من صحيفة الأهرام إلى قصر عابدين مستشارا لرئيس الجمهورية، واعتذر هيكل، ثم خرج من جريدة الأهرام لآخر مرة يوم السبت 2 فبراير مجيباً على سؤال لوكالات الأنباء العالمية: «إن الرئيس يملك أن يقرر إخراجي من الأهرام، وأما أين أذهب بعد ذلك فقراري وحدي. وقراري هو أن أتفرغ لكتابة كتبي... وفقط» !. ولقد لخص هيكل موقفه في تصريح نشرته صحيفة الصنداي تيمس في عددها الصادر يوم السبت 9 فبراير قائلاً: «إنني استعملت حقي في التعبير عن رأيي، ثم أن الرئيس السادات استعمل سلطته. وسلطة الرئيس قد تخول له أن يقول لي أترك الأهرام. ولكن هذه السلطة لا تخول له أن يحدد أين أذهب بعد ذلك. القرار الأول يملكه وحده.. والقرار الثاني أملكه وحدي!». وصدر كتاب هوامش على قصة محمد حسنين هيكل[7]، لضياء الدين بيبرس.
- 1975 : صدر له كتابان The Road To Ramadan، وهو الكتاب الوحيد لهيكل دون أية مقدمات، وضمن قائمة أروج خمسة كتب في بريطانيا في أول أسبوع صدر فيه عن دار COLLINS أكبر دور النشر في مدينة لندن. والطريق إلى رمضان[8]، وهو ترجمة للكتاب السابق. وقام بترجمته يوسف الصباغ. وعرض ممدوح سالم على هيكل يوم الجمعة 11 أبريل الاشتراك في وزارة جديدة تخلف وزارة عبد العزيز حجازي، نائباً لرئيس الوزراء ومختصاً بالإعلام والثقافة. وأبدى هيكل اعتذاره ومبدياً أسبابه مفصلة. وصدر كتاب السنبلة وحبة القمح La Paille et le Grain للرئيس الفرنسي فرانسوا ميتران François Mitterrand، متعرضاً فيه لأيام كان فيها ضيفاً على هيكل في مدينة القاهرة.
- 1976 : صدر له كتاب لمصر لا لعبد الناصر. وصدر كتاب أقنعة الناصرية السبعة - مناقشة توفيق الحكيم ومحمد حسنين هيكل[9]، للدكتور لويس عوض.
- 1977 : صدر له كتابان قصة السويس آخر المعارك في عصر العمالقة، والحل والحرب. وفي شهر مارس يسجل هيكل في بيته الريفي في برقاش شريط مسجل لحديث طويل (يزيد طوله عن 15 ساعة) مع حسن يوسف باشا - وكيل ورئيس الديوان الملكي وعبد الفتاح عمرو باشا سفير العهد الملكي في لندن.
- 1978 : صدر له كتابان حديث المبادرة، و Sphinx & Commissar، وقد ترجم إلى 25 لغة. بعدها سُحِب جواز سفر هيكل، ومُنِّع من مغادرة مصر، وتحويله إلى المدعي الاشتراكي بناء على قائمة أرسلها وزير الداخلية النبوي إسماعيل. وبدأ المستشار الوزير أنور حبيب المدعي الاشتراكي التحقيق مع هيكل فيما نسب إليه من نشر مقالات في الداخل والخارج تمس سمعة مصر، وحضر التحقيق المحامي العام المستشار عبد الرحيم نافع والمحامي العام المستشار أحمد سمير سامي ومحامي المدعى عليه المستشار ممتاز نصار وحسن الشرقاوي سكرتير عام نقابة الصحفيين، واستغرق التحقيق عشر جلسات، ثلاثون ساعة، ثلاثة شهور موسم صيف بأكمله (يونيو - يوليو وأغسطس). وصدر كتاب يوميات عبد الناصر عن حرب فلسطين[10] - تقديم هيكل. والتقى هيكل بـ آية الله روح الله الموسوي الخميني لأول مرة في مدينة باريس يوم الخميس 21 ديسمبر.
- 1979: صدر له كتابان حكاية العرب والسوفييت وهو ترجمة للكتاب السابق، وقام بترجمته جريدة الوطن الكويتية، ووقائع تحقيق سياسي أمام المدعي الاشتراكي.

### 1980+
- 1980 : صدر له كتاب السلام المستحيل والديمقراطية الغائبة - رسائل إلى صديق هناك.[11]
- 1981 : صدر له كتابان آفاق الثمانينات بعد رحلة إلى الغرب: أوروبا شمالاً وجنوباً، ثم أمريكا شرقاً وغرباً، و The Return Of The Ayatollah، كما وجد هيكل نفسه وراء قضبان سجون طرة في سبتمبر مع كثيرين غيره لم يجدوا مفراً أمامهم عند نقطة فاصلة من تاريخ مصر - غير حمل السلاح، بالموقف والقلم والكلمة - والدخول إلى ساحة المعركة.
- 1982 : صدر له كتاب مدافع آية الله - قصة إيران والثورة، وهو ترجمة للكتاب السابق، وقام بترجمته الدكتور عبد الوهاب المسيري والشريف خاطر. وصدر كتاب في دهاليز الصحافة، لسمير صبحي - تقديم هيكل.
- 1983 : صدر له كتابان Autumn of Fury، وقد ترجم إلى أكثر من 30 لغة. وخريف الغضب - قصة بداية ونهاية عصر أنور السادات، وهو ترجمة للكتاب السابق. وصدر كتاب جبرتي الستينات، للدكتور يوسف إدريس، متضمناً حواراً بينه وبين هيكل.
- 1984 : صدر له كتابان عند مفترق الطر[12]ق - حرب أكتوبر.. ماذا حدث فيها... وماذا حدث بعدها !. وبين الصحافة والسياسة - قصة ووثائق معركة غريبة في الحرب الخفية !. وصدر كتاب: عشت حياتي بين هؤلاء، للسيد محمد أحمد فرغلي باشا - تضمن فصلاً عن تجربته مع هيكل على مساحة عشر صفحات. كما شارك هيكل في الندوة العلمية التي عقدت في مدينة القاهرة والتي استمرت يومي السبت 24 والأحد 25 نوفمبر تحت عنوان كيف يصنع القرار في الوطن العربي، تحت رعاية منتدى العالم الثالث: مكتب الشرق الأوسط.
- 1985 : مع بدايات العام وأثناء وجوده في مدينة لندن يلتقي هيكل على مائدة إفطار، في فندق كلاريدج Claridge Hotel بالمستر اندريه ديوتش Andre Deutsch ممثل مجموعة الناشرين الدوليين التي تملك حقوق نشر كتب هيكل في العالم، كما يلتقي في لقاء آخر مع عدد من أصدقائه في مجالات النشر والصحافة، وبينهم السير دنيس هاملتون Sir Denis Hamilton رئيس مجلس إدارة رويتر REUTERS، وآندرو نايت Andrew Knight رئيس تحرير الايكونوميست The Economist، وهارولد ايفانز Harold Evans الذي كان رئيساً لتحرير الصنداي تايمز The Sunday Times ثم التايمز The Times، وبيير بيرنيت Pierre Pernet رئيس محرري النشر في مكتب دويتش. وصدر له كتاب زيارة جديدة للتاريخ. وصدر كتاب السيد أبو النجا مع هؤلاء، للدكتور السيد صادق أبو النجا - تضمن فصلاً عن تجربته مع هيكل. إبراهيم سعدة رئيس تحرير جريدة أخبار اليوم يزور هيكل في أواخر السنة ليقول له أن صفحات أخبار اليوم مفتوحة أمامه إذا أراد.
- 1986 : صدر له كتابان Cutting The Lion's Tail. وحرب الثلاثين سنة - ملفات السويس، وهو أول كتاب يصدر لهيكل في مصر منذ سنة 1974 وإلى هذا التاريخ، بعد أن قام بزيارته صديقه إبراهيم نافع رئيس مجلس إدارة ورئيس تحرير الأهرام ليطلب للأهرام حقوق نشر الطبعة العربية منه ولقد أجابه هيكل على الفور. وأبرق إلى مجموعة الناشرين الدوليين راجياً أن يعززوا قبوله المبدئي بموافقتهم العملية. وصدر كتاب مثقفون وعسكر مراجعات وتجارب وشهادات عن حالة المثقفين في ظل حكم عبد الناصر والسادات، لصلاح عيسى متضمناً ثلاثة أحاديث بينه وبين هيكل. وصدر كتاب شهود العصر - الأهرام 110 مقالات و 110 أعوام : 1876 - 1986، يضم مقالاً لهيكل نشر يوم الجمعة 4 يناير 1974 بعنوان: كيسنجر... ومعنى النجاح ؟!.
- 1987 : صدر له كتاب أحاديث في العاصفة.
- 1988 : صدر له كتاب حرب الثلاثين سنة - 1967 الجزء الأول[13]: سنوات الغليان.

### 1990+
- 1990 : صدر له كتابان الزلزال السوفييتي، وحرب الثلاثين سنة - 1967 الانفجار. هيكل يقوم بزيارة عمل إلى مدينة لندن في شهر سبتمبر، ويجتمع مع آندرو نايت Andrew Knight رئيس مجلس إدارة نيوز إنترناشيونال News International، ويجتمع في فندق كلاريدج Claridge Hotel مع بيير سالينجير Pierre Salinger المتحدث باسم الرئيس الأمريكي الأسبق جون كندي John Kennedy، وهو الآن رئيس مكاتب شبكة.A.B.C في أوروبا.

### 2000+
- اعتزل الكتابة المنتظمة والعمل الصحافي في الثالث والعشرين من سبتمبر عام 2003 م، بعد أن أتم عامه الثمانين. وكان وقتها يكتب بانتظام في مجلة «وجهات نظر» ويشرف على تحريرها. ثم عرض تجربة حياته في برنامج إسبوعي بعنوان (مع هيكل) في قناة الجزيرة الفضائية.

## مرحلة الأهرام
- سنة 1956م/ 1957م عرض عليه مجلس إدارة الأهرام رئاسة مجلسها ورئاسة تحريرها معاً، اعتذر في المرة الأولى، وقبل في المرة الثانية، وظل رئيساً لتحرير جريدة الأهرام 17 سنة، وفي تلك الفترة وصلت الأهرام إلى أن تصبح واحدة من الصحف العشرة الأولى في العالم.
- ظهر أول مقال له في جريدة الأهرام تحت عنوان بصراحة يوم 10 أغسطس 1957 بعنوان السر الحقيقي في مشكلة عُمان. كان آخر مقال له يوم 1 فبراير 1974 بعنوان الظلال.. والبريق.
- رأس محمد حسنين هيكل مجلس إدارة مؤسسة أخبار اليوم (الجريدة والمؤسسة الصحفية) ومجلة روز اليوسف كذلك في مرحلة الستينات.
- كما أنشأ هيكل مجموعة المراكز المتخصصة للأهرام: مركز الدراسات السياسية والاستراتيجية ـ مركز الدراسات الصحفية ـ مركز توثيق تاريخ مصر المعاصر.
- عام 1970 م عين وزيراً للإرشاد القومي، ولأن الرئيس جمال عبد الناصر ـ وقد ربطت بينه وبين هيكل صداقة بين رجل دولة وبين صحفي ـ يعرف تمسكه بمهنة الصحافة، فإن المرسوم الذي عينه وزيراً للإرشاد القومي نص في نفس الوقت على استمراره في عمله الصحفي كرئيس لتحرير الأهرام.

## مؤلفاته

### باللغة العربية
- أكتوبر 73 السلاح والسياسة.
- اتفاق غزة - أريحا أولا السلام المحاصر بين حقائق اللحظة وحقائق التاريخ.
- أقباط مصر ليسوا أقلية رسالة إلى رئيس تحرير جريدة الوفد.
- مصر والقرن الواحد والعشرون - ورقة في حوار.
- 1995 باب مصر إلى القرن الواحد والعشرين.
- أزمة العرب ومستقبلهم.
- المفاوضات السرية بين العرب وإسرائيل - الأسطورة والإمبراطورية والدولة اليهودية.
- المفاوضات السرية بين العرب وإسرائيل - عواصف الحرب وعواصف السلام.
- المفاوضات السرية بين العرب وإسرائيل سلام الأوهام أوسلو - ما قبلها وما بعدها.
- المقالات اليابانية.
- الخليج العربي.. مكشوف تداعيات تفجيرات نووية في شبه القارة الهندية.
- العروش والجيوش كذلك انفجر الصراع في فلسطين قراءة في يوميات الحرب.
- بصراحة: أكثر من 700 مقال من يناير 1957 - يونيو 1990 (5 مجلدات من القطع الكبير).
- حرب من نوع جديد.
- العروش والجيوش 2 - أزمة العروش وصدمة الجيوش قراءة متصلة في يوميات الحرب (فلسطين 1948).
- كلام في السياسة قضايا ورجال: وجهات نظر (مع بدايات القرن الواحد والعشرين).
- كلام في السياسة عام من الأزمات ! 2000 - 2001.
- كلام في السياسة نهايات طرق: العربي التائه 2001.
- كلام في السياسة الزمن الأمريكي: من نيويورك إلى كابول.
- سقوط نظام ! لماذا كانت ثورة يوليو 1952 لازمة ؟.
- الإمبراطورية الأمريكية والإغارة على العراق.
- استئذان في الانصراف رجاء ودعاء.. وتقرير ختامي.
- المقالات المحجوبة (نشرت في جريدة المصري اليوم).
- خريف الغضب: قصة بداية ونهاية عصر أنور السادات.
- مدافع آية الله، قصة إيران والثورة.
- لمصر لا لعبد الناصر.
- عند مفترق الطرق، حرب أكتوبر ماذا حصل فيها وماذا حصل بعدها.
- مبارك وزمانه من المنصة إلى الميدان.

### باللغة الإنجليزية
كتب باللغة الإنجليزية هم:
- (بالإنجليزية: Secret channels, the inside story of Arab - Israeli peace negotiations) (القنوات السرية، القصة الداخلية للعرب، مفاوضات السلام الإسرائيلي).
- (بالإنجليزية: The Return of the Ayatollah-The Iranian Revolution from Mossadeq to Khomeini) (عودة آية الله - الثورة الإيرانية من مصدق حتى خامنئي) 1981

### مقدمات كتب لآخرين
- كتب هيكل مقدمات للعديد من الكتب منها:

1. ماذا يريد العم سام ؟ (نعوم تشومسكي).
2. غزة - أريحا سلام أمريكي (ادوارد سعيد).
3. من حملة مشاعل التقدم العربي أحمد بهاء الدين (مجموعة من المؤلفين).
4. ملك النهاية مذكرات كريم ثابت: فاروق كما عرفته (كريم ثابت).
5. 50 عاما على ثورة 1919 (أحمد عزت عبد الكريم).
6. الرأي الآخر في كارثة الخليج (فيليب جلاب).
7. كرومر في مصر (محمد عودة).
8. عبارة غزل (فريدة الشوباشي).
9. الأساطير المؤسسة للسياسة الإسرائيلية (روجيه جارودي).
10. لسراة الليل هتف الصباح - الملك عبد العزيز دراسة وثائقية (عبد العزيز التويجري).
11. الحكومة الخفية (ديفيد وايز وتوماس روس) (تعريب: جورج عزيز).
12. المؤتمر الصهيوني السابع والعشرون 1968 - الجزء الأول: تقارير- تركيب المؤتمر (تعريب: صبري جريس وآخرون).
13. محاضر الكنيست 1966 / 1967 نصوص مختارة من محاضر الكنيست السادس (تعريب صبري جريس وآخرون).
14. العسكرية الصهيونية - المؤسسة العسكرية الإسرائيلية النشأة - التطور 1887 - 1967 (طه محمد المجدوب وآخرون).
15. بالسيف أميركا وإسرائيل في الشرق الأوسط 1968 - 1986 (ستيفن غرين).
16. تجربة العمل القومي حوار وشهادات قومية - حوار مع: لطفي الخولي وآخرون (توفيق أبو بكر).
17. بين الصحافة والقانون قضايا وآراء (إميل بجاني).
18. (grasping the NETTLE of PEACE - A Senior Palestinian Figure Speaks Out (KHALED AL-HASSAN
19. أنا وبارونات الصحافة (جميل عارف).
20. LAURA BUSTANI) A marriage out of time my life with and without EMILE BUSTANI)
21. وجيه أباظة: صفحات من النضال الوطني (عبد الله إمام).
22. محطات في حياتي الدبلوماسية ذكريات في السياسة والعلاقات الدولية (نديم دمشقية).
23. المحروسة 2015 مسرحية في جزأين (سعد الدين وهبة).
24. الانقلاب (ممدوح نوفل).
25. المعلومات بين النظرية والتطبيق (عبد المجيد الرفاعي).
26. حكومة عموم فلسطين في ذكراها الخمسين (محمد خالد الأزعر).
27. فلسطين / إسرائيل سلام أم نظام عنصري ؟ (مروان بشارة).
28. عرائس من الجزائر (زينب الميلي).
29. في عالم عبد الوهاب المسيري حوار نقدي حضاري (مجموعة من المؤلفين).
30. إدوارد سعيد رواية للأجيال (محمد شاهين).
31. في حضرة محمد عودة عاشق في محراب الوطن (مجموعة من المؤلفين).

## أحاديثه التلفزيونية
- مشاكل السلام في الشرق الأوسط - إعداد وتقديم عادل مالك (برنامج وجوه وأحداث).
- End of Empire - Egypt - Narrator : ROBIN ELLIS
- NASSER : A Personal View by HEIKAL - executive producer : MOUSTAPHA AKKAD - HEIKAL was interviewed by : PATRICK SEALE
- حوار رمسيس (برنامج يا تلفزيون يا).
- نبيل خوري وسعد محيو ونجوى قاسم وجمانة نمور يحاورون (برنامج الحاضر والمستقبل).
- حوار عماد الدين أديب (برنامج: مقابلة شخصية <16> حلقة).
- حوار عماد الدين أديب (برنامج: على الهواء <9> حلقات).
- حوار جيزال خوري (برنامج: حوار العمر <2> حلقة).
- حوار مصطفى ناصر (برنامج: اللقاء السياسي).
- أحاديث سياسية (برنامح: من قلب الأزمة إلى قلب الأمة <3> حلقات>).
- حوار محمد كريشان (برنامج: مع هيكل <15> حلقة). قناة الجزيرة
- حوار خديجة بن قنة (برنامج: حصاد 2004). قناة الجزيرة
- حوار فيروز زياني (برنامج: الملفات الساخنة). قناة الجزيرة
- تجربة حياة (برنامج: مع هيكل) - قناة الجزيرة حديث هيكل عن 'الحاضر السياسي ورؤية إستراتيجية لمستقبل الصراعات في المنطقة' <10> حلقات، المجموعة الأولى: 'علامات' <21> حلقة، المجموعة الثانية: 'أيام يوليو' <20> حلقة، المجموعة الثالثة: 'ولادة عسيرة' <25> حلقة، المجموعة الرابعة: 'زمن الخطة ألفا' <30> حلقة، المجموعة الخامسة: 'زمن الحرب' <30> حلقة، المجموعة السادسة: 'طلاسم 67'.
- حوار لميس الحديدي (مصر أين ومصر إلى أين). سي بي سي

## كتب عن حياته وحواراته

### كتب حوارية
3 - هيكل الآخر إبحار في عقل وقلب محمد حسنين هيكل (مفيد فوزي).
4 - بصراحة عن عبد الناصر حوار مع محمد حسنين هيكل (فؤاد مطر).
5 - حوارات حول الأزمة مع محمد حسنين هيكل (مصطفى بكري وسناء السعيد).
6 - قصة السوفييت مع مصر - حوار مع محمد حسنين هيكل (محمد عودة وفيليب جلاب وسعد كامل).

### كتب عنه
1. رياض الصيداوي، هيكل أو الملف السري للذاكرة العربية، الطبعة الأولى، تونس 1993 – الطبعة الثانية، مدبولي، القاهرة 2000 – الطبعة الثالثة، بيروت 2003
2. يوسف بن العربي السباعي كتاب هيكل الأسطورة

## قالوا عنه
- قال أنتوني ناتنج (وزير الدولة للشؤون الخارجية البريطانية في وزارة أنتوني إيدن) ضمن برنامج عن محمد حسنين هيكل أخرجته هيئة الإذاعة البريطانية ووضعته على موجاتها يوم 14 ديسمبر 1978 في سلسلة «صور شخصية»: عندما كان قرب القمة كان الكل يهتمون بما يعرفه... وعندما ابتعد عن القمة تحول اهتمام الكل إلى ما يفكر فيه.

## عائلته
- متزوج بالسيدة هدايت علوي تيمور منذ يناير 1955 وهي من أسرة قاهرية ثرية اشتهرت بتجارة فاكهة المانجو، وهي حاصلة على ماجستير في الآثار الإسلامية، وله منها ثلاثة أولاد:
- الدكتور علي هيكل وهو طبيب أمراض باطنية وروماتيزم في جامعة القاهرة، وهو متزوج بالدكتورة إيناس رأفت.
- الدكتور أحمد هيكل وهو رئيس مجلس إدارة شركة القلعة للاستثمارات المالية، وهو متزوج بالسيدة مي العربي.
- حسن هيكل وهو رئيس مجلس الإدارة المشارك والرئيس التنفيذي للمجموعة المالية - هيرميس (EFG-Hermes (Egyptian Financial Group. وهو متزوج بالسيدة رانيا الشريف.
- له حتى الآن سبعة أحفاد هم: هدايت، محمد، تيمور، نادية، منصور، رشيد، علي.

## وفاته
توفي يوم الأربعاء الموافق 17 فبراير 2016 عن عمر ناهز 93 عاما بعد صراع قصير مع المرض، حيث كانت حالته الصحية قد ساءت خلال الثلاثة أسابيع الأخيرة من حياته، وخضع خلالها لعلاج مكثف في محاولة لإنقاذ حياته، بعد تعرضه لأزمة شديدة بدأت بمياه على الرئة رافقها فشل كلوي استدعى غسيل الكلى ثلاث مرات أسبوعيًا.

## وصلات خارجية
- محمد حسنين هيكل على موقع الموسوعة البريطانية (الإنجليزية)
- محمد حسنين هيكل على موقع مونزينجر (الألمانية)
- عرض لكتاب الإمبراطورية الأمريكية والإغارة على العراق
- صفحة محمد حسنين هيكل على موقع أبجد
- صفحة اقتباسات محمد حسنين هيكل على موقع أبجد